# روزالبا كارييرا
روزالبا كارييرا (12 يناير 1673-15 أبريل 1757) رسامة إيطالية من البندقية، برزت في حركة الروكوكو، وعُرفت في شبابها بإتقانها لفن تصغير اللوحات البورتريه. اشتهرت كارييرا فيما بعد بلوحاتها الباستيلية، إذ ساهمت في نشر هذا الأسلوب الفني في أرجاء أوروبا خلال القرن الثامن عشر. تُذكر كواحدة من أبرز الفنانات على مر التاريخ.

## سيرة الحياة
ولدت روزالبا كارييرا في مدينة البندقية لأبٍ محامٍ يدعى أندريا كارييرا، وأم تدعى ألبا فورِستي، عملت في تطريز الدانتيل وصنعه. شاركت روزالبا مع والدتها وأخواتها في صناعة الدانتيل والحرف الأخرى. ما تزال أسباب إنشائها لورشتها الفنية الخاصة غير معروفة على وجه التحديد. اقترح كاتب سير الحياة بيير جان مارييت، أنه عندما بدأ قطاع صناعة الدانتيل بالتراجع، اضطرت كارييرا إلى إيجاد وسيلة جديدة لإعالة نفسها وعائلتها.
شكل انتشار عادة تعاطي التبغ المسحوق (السعوط) فرصة للفنانة كارينا. بدأت كارينا برسم المنمنمات على أغطية صناديق السعوط، بالإضافة إلى أعمال مستقلة أخرى. كانت من أوائل الرسامين الذين استخدموا العاج بدلًا من الرق كمادة أساسية للمنمنمات. وسرعان ما بدأت أيضًا في إنجاز صور شخصية باستخدام الباستيل. سعى زوار البندقية الأجانب البارزين، مثل أبناء النبلاء الشباب أثناء جولاتهم الكبرى والدبلوماسيين، للحصول على أعمالها الفنية. تشمل صورها الشخصية في الفترة المبكرة لوحات لكل من ملك بافاريا ماكسيميليان الثاني، وملك الدنمارك فريدريك الرابع، ولوحة «الفنانة وأختها نانييتا» (المعروضة في معرض أوفيزي)، وأوغسطس الثاني القوي ملك بولندا وناخب ساكسونيا، الذي اقتنى مجموعة كبيرة من لوحاتها الباستيلية.
كانت كارييرا بحلول عام 1700 قد بدأت في إنشاء المنمنمات، وبحلول عام 1703، أكملت أولى لوحاتها الباستيلية. مُنحت لقب أكاديميكو دي ميريتو في عام 1704 من قِبل أكاديمية سان لوكا الرومانية، وهو لقب مخصص للرسامين غير الرومانيين.
عملت كارييرا في باريس بين عامي 1720-1721، إذ كان عملها مطلوبًا بشدة. كانت- أثناء وجودها في باريس- ضيفة لهاوي الفن العظيم وجامع الأعمال الفنية، بيير كروزا. رسمت لوحات لواتو، وجميع أفراد العائلة المالكة والنبلاء بدءًا من الملك والوصي للأقل رتبة، وانتُخبت عضوة في الأكاديمية بالتزكية. كان صهرها، الرسام أنطونيو بيلغريني، المتزوج من أختها أنجيلا، موجودًا أيضًا في باريس في ذلك العام. عُين بيلغريني من قبل جون لو، وهو ممول ومغامر إسكتلندي، لرسم سقف القاعة الكبرى في مبنى البنك الجديد للو.
كانت شقيقة كارييرا الأخرى، جيوفانا، ووالدتها عضوتين في الحزب في فرنسا. ساعدت كلتا الشقيقتين، خاصة جيوفانا، كارييرا في رسم المئات من اللوحات الشخصية التي كانت تتلقى تكليفات برسمها، ويعود ذلك إلى أنها كانت تتولى كمية كبيرة من العمل من أجل دعم أسرتها. نُشرت فيما بعد مذكرات كارييرا عن هذه الأشهر الثمانية عشر في باريس من قبل معجبها المخلص، أنطونيو زانيتي، الأب فيانيللي، عام 1793. نُشرت أيضًا مراسلاتها الواسعة.
ساهم عمل كارييرا خلال الفترة القصيرة التي أمضتها في باريس، في تشكيل الأذواق الأرستقراطية الجديدة للبلاط، ومن ثم أذواق الباريسيين. لم يعد الفن يخدم احتياجات النظام الملكي فقط، إذ دمجت حريتها وتلوينها وسحرها في أسلوب الروكوكو (الذي كانت هي الوجه البارز له) والذي سرعان ما هيمن على الفنون. عادت إلى منزلها في قناة غراند في البندقية عام 1721، رغم نجاحاتها في باريس. زارت كارييرا، برفقة أختها جيوفانا، مودينا وبارما وفيينا، وقوبلت بحماس شديد من قبل الحكام وبلاطهم.
ذهبت كارييرا في رحلة طويلة إلى البلاط الملكي في فيينا في النمسا في عام 1730. رعاها هناك الإمبراطور المقدس كارل السادس، وتفانى تمامًا في دعم أعمالها. جمع الإمبراطور مجموعة كبيرة تضم أكثر من 150 لوحة من فن الباستيل الخاص بها، وفي المقابل، عملت الإمبراطورة تحت إشرافها وتلقت تدريبًا فنيًا رسميًا. أصبحت الأعمال التي نفذتها هناك فيما بعد أساس المجموعة الكبيرة في معرض ألت مايستر في دريسدن.
توفيت شقيقتها جيوفانا في عام 1738، فأصيبت باكتئاب شديد لم يخففه فقدان بصرها بعد بضع سنوات (الذي ربما تضرر بسبب رسم المنمنمات في شبابها). خضعت لعمليتين غير ناجحتين لإزالة إعتام عدسة العين، ولكن انتهى بها الأمر بفقدان بصرها تمامًا. عاشت أطول من جميع أفراد أسرتها، وقضت سنواتها الأخيرة في منزل صغير بمنطقة دوسودورو في البندقية، حيث توفيت عن عمر يناهز 84 عامًا.